# سيف الدين شرفي
 سيف الدين شرفي  (1995 تونس) هو لاعب كرة قدم تونسي.

## روابط خارجية
- سيف الدين شرفي على موقع قاعدة بيانات كرة القدم.إي يو (الإنجليزية)
- سيف الدين شرفي على موقع عالم كرة القدم.نت (الإنجليزية)